# Rhacholaemus artigasi
Rhacholaemus artigasi là một loài ruồi trong họ Asilidae. Rhacholaemus artigasi được Londt miêu tả năm 1999. Loài này phân bố ở vùng nhiệt đới châu Phi.